# Trhanice
Trhanice (též tesanice) je lidový název pro masivní desky štípané z dubových trámů. Používaly se k roubení staveb. Název trhanice je odvozen od trhání kmenů pomocí železných klínů, které nahrazovalo řezání trámů.

## Popis
Trhanice jsou fošny podélně štípané („trhané“) z dubových kmenů. Mívají velkou výšku při poměrně malé tloušťce. Bývají silné asi 8 – 15 cm, vysoké 25 – 60 cm (50 – 80 cm) a dlouhé 4 – 12 metrů. Pro stavby z trhanic je pak typická přesná tesařská práce, výrazná zejména ve vazbě nároží tzv. "na rybinu".

## Využití
Trhanice se používaly nejpozději od 16. století (17. století), a to k roubení staveb obytných i hospodářských (obvykle špýcharů a stodol). Regionálně je jejich využití typické pro oblast středního Polabí, přibližně mezi Hradcem Králové a ústím řeky Jizery do Labe. Jedná se o regiony Chlumecka, Novobydžovska, Kopidlanska, Jičínska, Pardubicka, Královéměstecka. Na Hané vyplňují volné prostory u pilířových stodol.
Příklady využití trhanic jsou:
- Kostel svatého Václava a svatého Stanislava v Měníku – kostel je omítnutý a vypadá tedy jako zděný[9]
- Kostel svatého Václava v Kozojedech[5]
- Venkovská usedlost čp. 4 v Bošíně[10]
- Venkovský dům čp. 38 v Bošíně[11]
- Chalupa č. 26 (původně Dymokury čp. 57) v Polabském muzeu v Přerově nad Labem[7]
- Dům čp. 14 v Nepolisech[5]
- Dům čp. 24 a chlév u čp. 60 ve Skochovicích[5]
- Kovárna a dům čp. 75 ve Starém Bydžově (zaniklo)[5]